# Влатко Стојановски
Влатко Стојановски (Делчево, 23. априла 1997) македонски је фудбалер који тренутно наступа за Ним и репрезентацију Северне Македоније.

## Статистика

### Репрезентативна
Ажурирано 3. јула 2021.
| Северна Македонија | Северна Македонија | Северна Македонија |
| Године             | Наступа            | Голова             |
| ------------------ | ------------------ | ------------------ |
| 2019.              | 2                  | 1                  |
| 2020.              | 4                  | 1                  |
| 2021.              | 3                  | 0                  |
| Укупно             | 9                  | 2                  |

### Голови за репрезентацију
| #  | Датум              | Место                                 | Противник | Гол   | Резултат | Такмичење                                 |
| -- | ------------------ | ------------------------------------- | --------- | ----- | -------- | ----------------------------------------- |
| 1. | 16. новембар 2019. | Стадион Ернст Хапел, Беч              | Аустрија  | 2 : 1 | 2 : 1    | Квалификације за Европско првенство 2020. |
| 2. | 15. новембар 2020. | Национална арена Тоше Проески, Скопље | Естонија  | 2 : 1 | 2 : 1    | УЕФА Лига нација                          |

## Трофеји, награде и признања

### Појединачно
- Најбољи стрелац Прве лиге Македоније за сезону 2018/19.[6]